# Естакада (Орегон)
Естакада (англ. Estacada) — місто (англ. city) в США, в окрузі Клакамас штату Орегон, приблизно за 30 миль (48 км) на південний схід від Портленда. Населення — 4356 осіб (2020).

## Географія
Естакада розташована за координатами 45°17′51″ пн. ш. 122°19′55″ зх. д. / 45.29750° пн. ш. 122.33194° зх. д. (45.297544, -122.331858).  За даними Бюро перепису населення США в 2010 році місто мало площу 5,34 км², з яких 5,20 км² — суходіл та 0,14 км² — водойми. В 2017 році площа становила 5,90 км², з яких 5,77 км² — суходіл та 0,14 км² — водойми.

### Клімат
| Клімат : Естакада       | Клімат : Естакада | Клімат : Естакада | Клімат : Естакада | Клімат : Естакада | Клімат : Естакада | Клімат : Естакада | Клімат : Естакада | Клімат : Естакада | Клімат : Естакада | Клімат : Естакада | Клімат : Естакада | Клімат : Естакада | Клімат : Естакада |
| Показник                | Січ.              | Лют.              | Бер.              | Квіт.             | Трав.             | Черв.             | Лип.              | Серп.             | Вер.              | Жовт.             | Лист.             | Груд.             | Рік               |
| Абсолютний максимум, °C | 19,4              | 22,2              | 30,0              | 34,4              | 40,6              | 40,0              | 42,8              | 40,6              | 40,6              | 33,3              | 25,0              | 20,0              | 42,8              |
| Середній максимум, °C   | 7,8               | 10,2              | 13,1              | 16,2              | 19,7              | 22,6              | 26,7              | 26,7              | 23,5              | 17,1              | 11,4              | 8,2               | 16,9              |
| Середній мінімум, °C    | 0,7               | 1,8               | 2,9               | 4,4               | 6,8               | 9,2               | 10,8              | 10,7              | 8,9               | 6,3               | 3,4               | 1,3               | 5,6               |
| Абсолютний мінімум, °C  | −18,9             | −17,8             | −6,1              | −3,3              | −1,7              | 0,0               | 2,2               | 2,8               | −1,1              | −5,6              | −13,3             | −21,1             | −21,1             |
| Норма опадів, мм        | 206               | 157               | 165               | 120               | 93                | 68                | 21                | 28                | 61                | 126               | 209               | 214               | 1468              |
| Днів з опадами          | 20                | 18                | 20                | 17                | 15                | 11                | 5                 | 5                 | 9                 | 14                | 19                | 21                | 174,0             |
| ----------------------- | ----------------- | ----------------- | ----------------- | ----------------- | ----------------- | ----------------- | ----------------- | ----------------- | ----------------- | ----------------- | ----------------- | ----------------- | ----------------- |
| Джерело:                |                   |                   |                   |                   |                   |                   |                   |                   |                   |                   |                   |                   |                   |

## Демографія
Згідно з переписом 2010 року, у місті мешкало 2695 осіб у 1062 домогосподарствах у складі 672 родин. Густота населення становила 505 осіб/км².  Було 1155 помешкань (216/км²).
Расовий склад населення:
| - 92,0 % — білих - 1,2 % — азіатів - 0,8 % — чорних або афроамериканців - 0,7 % — корінних американців - 0,2 % — вихідців з тихоокеанських островів - 2,7 % — осіб інших рас |

До двох чи більше рас належало 2,4 %. Частка іспаномовних становила 7,5 % від усіх жителів.
За віковим діапазоном населення розподілялося таким чином: 26,8 % — особи молодші 18 років, 60,3 % — особи у віці 18—64 років, 12,9 % — особи у віці 65 років та старші. Медіана віку мешканця становила 35,7 року. На 100 осіб жіночої статі у місті припадало 99,3 чоловіків;  на 100 жінок у віці від 18 років та старших — 92,7 чоловіків також старших 18 років.
Середній дохід на одне домашнє господарство  становив 50 725 доларів США (медіана — 43 721), а середній дохід на одну сім'ю — 58 899 доларів (медіана — 53 021). Медіана доходів становила 51 780 доларів для чоловіків та 34 000 доларів для жінок. За межею бідності перебувало 24,3 % осіб, у тому числі 35,3 % дітей у віці до 18 років та 17,0 % осіб у віці 65 років та старших.
Цивільне працевлаштоване населення становило 1280 осіб. Основні галузі зайнятості: роздрібна торгівля — 21,3 %, освіта, охорона здоров'я та соціальна допомога — 18,4 %, виробництво — 11,1 %, науковці, спеціалісти, менеджери — 10,5 %.